# Gabriela Partyšová
Gabriela Partyšová, conosciuta anche come Rebeka (Brno, 9 giugno 1978), è una cantante e attrice ceca.

## Biografia
Gabriela Partyšová è nata e cresciuta a Brno, dove ha frequentato una scuola di canto, imparando anche a suonare il pianoforte. Dal 1996 ha iniziato a lavorare come presentatrice televisiva per programmi di gossip. Nello stesso anno è entrata nel panorama musicale ceco con il suo singolo di debutto, Hledej lásku, seguito dall'album omonimo l'anno successivo.
Nel corso dei primi anni 2000 ha iniziato a esibirsi con lo pseudonimo di Rebeka, sotto il quale ha pubblicato due album: Mý druhý já (2003) e Flash (2004). Nel 2006 ha posato in topless per Playboy.
Nel 2006 è tornata a cantare sotto il suo vero nome, pubblicando il singolo Heart Breakers, che è diventato una hit radiofonica in Repubblica Ceca raggiungendo il 32º posto in classifica e anticipando l'album Gabriela 2007. Un secondo singolo estratto dall'album, Jménem lásky, è arrivato al 94º posto in classifica.

## Discografia

### Album in studio
- 1997 – Hledej lásku
- 2003 – Mý druhý já (come Rebeka)
- 2004 – Flash (come Rebeka)
- 2007 – Gabriela 2007

### Singoli
- 1996 – Hledej lásku
- 1997 – Zůstat sám
- 2006 – Heart Breakers
- 2007 – Jménem lásky

## Filmografia

### Cinema
- Prachy dělaj člověka, regia di Jiří Chlumský (2006)
- Ulovit miliardáře, regia di Tomáš Vorel (2009)

### Televisione
- Četnické humoresky - serie TV, episodio 1x04, regia di Antonín Moskalyk (2000)